# Banda crítica
Una banda crítica és l'amplada de banda d'un soroll que emmascara a un to a partir del qual, si s'augmenta, no s'aprecia que l'efecte d'emmascarament freqüencial augmenti.
Si se suposa que un soroll de banda molt estreta emmascara a un to pur i que la freqüència central d'aquest to coincideix amb la central de l'espectre de soroll. Si s'augmenta l'amplada de banda del soroll, s'arriba a una certa amplada a partir de la qual deixa de percebre's l'augment de l'efecte d'emmascarament. Aquesta amplada seria la banda crítica i la seva existència significa que tan sols l'energia pròxima a la freqüència del to emmascarat contribueix de manera significativa al seu emmascarament. Aquest fenomen permet explicar-ne d'altres com la sonoritat.
Una banda crítica correspon a una distància de l'ordre d'1,3 mm sobre la membrana basilar i la seua amplada de banda s'aproxima a la d'un filtre passabanda d'1/3 d'octava, en particular a partir de la freqüència de 250 Hz.
Un filtre passabanda d'1/3 d'octava d'amplada de banda és un filtre que verifica que les seves freqüències de tall compleixen la relació:
{\displaystyle {\frac {f_{2}}{f_{1}}}=3\times {\sqrt {(}}2)\approx 1,26}
La freqüència de tall és la freqüència per la qual el filtre presenta una atenuació de 3 dB respecte a la banda passant.
En conseqüència, l'orella humana actua com una sèrie de filtres en paral·lel d'1/3 d'octava, cosa que s'utilitza en mesures de sonoritat juntament amb les corbes isofòniques per modelar la percepció dels sons de l'orella humana. És el que s'anomena xarxes de ponderació on la més usual és l'A, tot i que també existeixen la B, la C i la D. Aquesta última destinada a mesures acústiques en l'àmbit de l'aeronàutica.
| Banda crítica | F.Baixa | F.Alta | Amplada de banda |
| ------------- | ------- | ------ | ---------------- |
| 0             | 0       | 100    | 100              |
| 1             | 100     | 200    | 100              |
| 3             | 300     | 400    | 100              |
| 4             | 400     | 510    | 110              |
| 5             | 510     | 630    | 120              |
| 6             | 630     | 770    | 140              |
| 7             | 770     | 920    | 150              |
| 8             | 920     | 1080   | 160              |
| 9             | 1080    | 1270   | 190              |
| 10            | 1270    | 1480   | 210              |
| 11            | 1480    | 1720   | 240              |
| 12            | 1720    | 2000   | 280              |
| 13            | 200     | 2320   | 320              |
| 14            | 2320    | 2700   | 380              |
| 15            | 2700    | 3150   | 450              |
| 16            | 3150    | 3700   | 550              |
| 17            | 3700    | 4400   | 700              |
| 18            | 4400    | 5300   | 900              |
| 19            | 5300    | 6400   | 1100             |
| 20            | 6400    | 7700   | 1300             |
| 21            | 7700    | 9500   | 1800             |
| 22            | 9500    | 12000  | 2500             |
| 23            | 12000   | 15500  | 3500             |
| 24            | 15500   | 22050  | 6550             |

Observant la taula anterior podem veure que gairebé tres quartes parts de les bandes crítiques estan situades per sota dels 5 kHz. Aquest fet indica que l'orella humana percep més informació de les baixes freqüències que de les altes. En concret, presenta una major sensibilitat al voltant dels 4 kHz.
Un altre aspecte que cal tenir en compte és que com més bandes crítiques exciti un so, és a dir, com més amplada de banda tingui aquest, més sonoritat ens produirà. En altres paraules, un so que exciti més bandes crítiques que un altre amb més amplada de banda té moltes possibilitats de produir una major sonoritat que un so que n'exciti només una i segur que produirà una major sonoritat que un to pur, per molt que aquest tingui un nivell de pressió sonora molt superior.
Aquest fet és conseqüència directa de què un so amb més amplada de banda excita a més cèl·lules ciliades.